# 东阳乡 (上饶市)
东阳乡，是中华人民共和国江西省上饶市广丰区下辖的一个乡镇级行政单位。

## 行政区划
东阳乡下辖以下地区：
社后村、竹岩村、湖口村、后阳村、管村、龙溪村、舵阳村、清淤村和清塘村。